# Hans Heinrich Pässler
Hans Heinrich Pässler (* 14. Juli 1940 in Dresden; † 21. Januar 2018) war ein deutscher Chirurg und Hochschullehrer.

## Leben
Pässler studierte Medizin in Kiel von 1961 bis 1967, Staatsexamen und Promotion legte er 1967 ab. Von 1967 bis 1969 war er Assistenzarzt in der Krehlklinik der Universität Heidelberg. 1969 bis 1970 war er Fellow unter dem Herzchirurgen Michael DeBakey. Von 1970 bis 1972 arbeitete er als wissenschaftlicher Assistent an der Universität Ulm, Klinik für Chirurgie. Zwischen 1973 und 1977 war er als Oberarzt in Lindau und Frankfurt am Main tätig. In dieser Zeit wurde er Facharzt für Unfallchirurgie. Von 1978 bis 1992 war er Ärztlicher Direktor des Kreiskrankenhauses Bopfingen.
Ab 1986 war Pässler Vizepräsident des Collège Européenne de Traumatologie du Sport (CETS). 1992 unterrichtete er als Gastprofessor an der Universität Pittsburgh, ehe er bis 1993 als Chefarzt der Sportklinik Stuttgart tätig wurde. Im gleichen Jahr war er Mitbegründer der Europäischen Federation Nationaler Gesellschaften für Orthopädische Sportmedizin (EFOST).
Ab 1993 wurde Pässler Belegarzt der ATOS Praxisklinik in Heidelberg, zwischen 1997 und 2000 war er dort zusätzlich ärztlicher Direktor. Im Jahr 2001 wurde Pässler Visiting Professor der Abteilung für Orthopädische Chirurgie der Universität Ioannina. Im Jahr 2002 war er Visiting Professor am Chinese General Hospital PLA Beijing. 2003 unterrichtete er als Visiting Professor an der Universität Athen und 2005 wurde er Visiting Professor an der Universität Perugia. Ab 2009 war Pässler Professor an der Berufsakademie Nordhessen für das Fach Physiotherapie mit Bachelorabschluss.
Im Jahr 2011 gründete Pässler das Internetportal Vorsicht! Operation, über welches sich Patienten eine telemedizinische Zweitmeinung vor einer Operation oder Behandlung einholen können. Im Jahr 2012 war er Mitbegründer der Medexo GmbH (Medizinische Experten Online), die die Arbeit von Vorsicht! Operation unter neuem Namen fortführte.
Pässler starb am 21. Januar 2018.

## Wissenschaftspreise
- 1987: Wissenschaftspreis der Deutschen Gesellschaft für Unfallheilkunde: Der radiologische Lachman Test (Pässler HH, Maerz S: Der radiologische Lachman-Test. Eine einfache und sichere Methode zum Nachweis von Kreuzbandschäden. Unfallchirurgie 12: 295–300, 1986.)
- 1996: Herodicus-Preis der American Society of Orthopaedic Sports Medicine für die Arbeit: Cameron M., Pässler H.H., Vogt M., Thonar E., Evans Ch.H.: The Natural History of the ACL Deficient Knee: Changes in Synovial Fluid Cytokine and Keratin Sulfate Concentrations. Vortrag beim II. World Congress on Sports Trauma / AOSSM 22nd Annual Meeting, Orlando, USA 1996

## Veröffentlichungen (Auswahl)
- Die Chirurgie des vorderen Kreuzbandes. Fischer-Verlag, 1996, ISBN 3-437-21088-2.
- Kreuzband-Chirurgie : state of the art ; Grundlagen, Revisionseingriffe, Qualitätssicherung, Rehabilitation . Barth Verlag, Heidelberg, Leipzig 1997, ISBN 3-335-00493-0.
- Neue Techniken – Kniechirurgie. Steinkopff-Verlag, Darmstadt 2002, ISBN 3-7985-1227-2.